# 고베두더지
고베두더지(Mogera kobeae)는 두더지과에 속하는 포유류의 일종이다. 일본의 토착종이다. 일본 중부와 남부 여러 섬에서 발견된다. 국제 자연 보전 연맹은 큰두더지(M. wogura)의 이명으로 간주한다.